# Alan Rachins
Alan Leonard Rachins (Cambridge (Massachusetts), 3 oktober 1942 – Los Angeles (Californië), 2 november 2024) was een Amerikaans acteur.
Rachins werd vooral bekend als advocaat Douglas Brackman Jr. uit de serie L.A. Law en als de hippievader van Dharma, Larry Finkelstein, uit Dharma & Greg. Rachins is een van de originele acteurs uit het off-Broadway-stuk/musical Oh! Calcutta! (1969), waarin de gehele cast naakt verscheen. Eind jaren 60 speelde de acteur ook mee in de Broadway-stukken After the Rain en Hadrian VII.
Eind jaren zeventig, tijdens een dip in zijn acteercarrière, begon hij te schrijven voor shows als Knight Rider, Hill Street Blues, Hart to Hart, The Fall Guy en Quincy, M.E..
Rachins was sinds 11 maart 1978 getrouwd met Joanne Frank. Ze kregen een zoon.
Hij overleed in het Cedars-Sinai Medical Center op 82-jarige leeftijd.

## Filmografie
- Fear on Trial (Televisiefilm, 1975) - Rol onbekend
- The White Shadow Televisieserie - tv-regisseur (Afl., The Offer, 1978)
- Barnaby Jones Televisieserie - Hoofdkelner (Afl., A Short Happy Life, 1979)
- Dallas Televisieserie - Rol onbekend (Afl., John Ewing II: Part 2, 1979)
- Time Walker (1982) - Juwelier
- Always (1985) - Eddie
- Thunder Run (1986) - Carlos
- L.A. Law (1986) - Douglas Brackman, Jr.
- Mistress (Televisiefilm, 1987) - Ben Washburn
- J.J. Starbuck Televisieserie - Rol onbekend (Afl., The Circle Unbroken, 1988)
- Single Women Married Men (Televisiefilm, 1989) - Dokter Jerry Zimmer
- Heart Condition (1990) - Dr. Posner
- Perry Mason: The Case of the Silenced Singer (Televisiefilm, 1990) - Sean Lassiter
- Ferris Bueller Televisieserie - Rol onbekend (Afl. Pilot, 1990)
- The Golden Girls Televisieserie - Jason Stillman (Afl. Even Grandma Get the Blues, 1991)
- Tales from the Crypt Televisieserie - Leon (Afl., Spoiled, 1991)
- She Says She's Innocent (Televisiefilm, 1991) - Matthew
- Lady Boss (Televisiefilm, 1992) - Mickey Stoner
- Terminal Voyage (1994) - Jammad
- Hart to Hart: Crimes of the Hart (Televisiefilm, 1994) - David Kramer
- L.A. Law Televisieserie - Douglas Brackman, Jr. (171 afl., 1986-1994)
- North (1994) - Advocaat van de verdediging
- Batman: The Animated Series Televisieserie - Temple Fugate/The Clock King (Afl., The Clock King, 1992|Time Out of Joint, 1994, stem)
- Courthouse Televisieserie - Ellis Fisk (Afl. Mitigating Circumstances, 1995)
- Showgirls (1995) - Tony Moss
- The Outer Limits Televisieserie - Maculhaney (Afl. Afterlife, 1996)
- Diagnosis Murder Televisieserie - Dr. Frank Donati (Afl. Murder Can Be Murder, 1996)
- Lois & Clark: The New Adventures of Superman Televisieserie - Professor Jefferson Cole (Afl. The People vs. Lois Lane, 1996|Dead Lois Walking, 1996)
- Meet Wally Sparks (1997) - Rechter Randel Williams
- The Stepsister (Televisiefilm, 1997) - Dr. Derek Canfield
- Stargate SG-1 Televisieserie - Kolonel Kennedy (Afl., The Enemy Within, 1997)
- Leave It to Beaver (1997) - Fred Rutherford
- Unwed Father (Televisiefilm, 1997) - Don Kempler
- The Love Boat: The Next Wave Televisieserie - Barry (Afl. All That Glitters, 1998)
- Poltergeist: The Legacy Televisieserie - Victor Arkadi (Afl. Brothers Keeper, 1999)
- A Family in Crisis: The Ellen Gonzales Story (Televisiefilm, 2000) - Spencer Eig
- The Retrievers (Televisiefilm, 2001) - Ed
- Dharma & Greg Televisieserie - Larry Finkelstein (118 afl., 1997-2002)
- L.A. Law: The Movie (Televisiefilm, 2002) - Douglas Brackman, Jr.
- In-Laws Televisieserie - Charles Sandowski (Afl. Crown Vic, 2002)
- Just Shoot Me! Televisieserie - Tate Gittling (Afl. Rivals in Romance, 2003)
- Enough About Me (Televisiefilm, 2005) - Paul
- Justice League Televisieserie - Temple Fugate/Clock King (Afl. Task Force X, 2005, stem)
- CSI: Crime Scene Investigation Televisieserie - Grootvader Stein (Afl. Bite Me, 2005)
- Close to Home Televisieserie - Rechter Meyers (Afl., Reasonable Doubts, 2006)
- Monster Night (DVD, 2006) - Professor Skuttlebutt
- Eli Stone Televisieserie - Bekende advocaat (Afl. Something to Save, 2008)
- The Spectacular Spider-Man Televisieserie - Norman Osborn (15 afl., 2008-2009, stem)
- Surviving Suburbia Televisieserie - Pa (Afl. No Reception, 2009)
- Good Luck Charlie Televisieserie - Frank Duncan (Afl. It's a Charlie Duncan Thanksgiving, 2011)
- Rizzoli & Isles Televisieserie - Stanley (6 afl., 2011-2013)
- American Dad! Televisieserie (Afl. Ricky Spanish (stem), 2012)
- Grey's Anatomy Televisieserie - patient (Afl. Blowin' In The Wind, 2018)
- Young Sheldon Televisieserie - Vern (Afl. The Geezer Bus and a New Model for Education, 2021)
- NCIS Televisieserie - Bud (2023)

- Bibliothèque nationale de France: cb14218437n (data)
- International Standard Name Identifier: 0000 0000 4190 2300
- Library of Congress Control Number: no97037389
- Nationale Bibliotheek van Israël: 987009348884405171
- SNAC: w6w38zn2
- Virtual International Authority File: 66075449
- WorldCat: E39PBJtrTc9h3QfvPY6yTJYkjC